# Ichneumon nubigenus
Ichneumon nubigenus är en stekelart som beskrevs av Per Abraham Roman 1938. Ichneumon nubigenus ingår i släktet Ichneumon och familjen brokparasitsteklar. Inga underarter finns listade i Catalogue of Life.